# 三猿

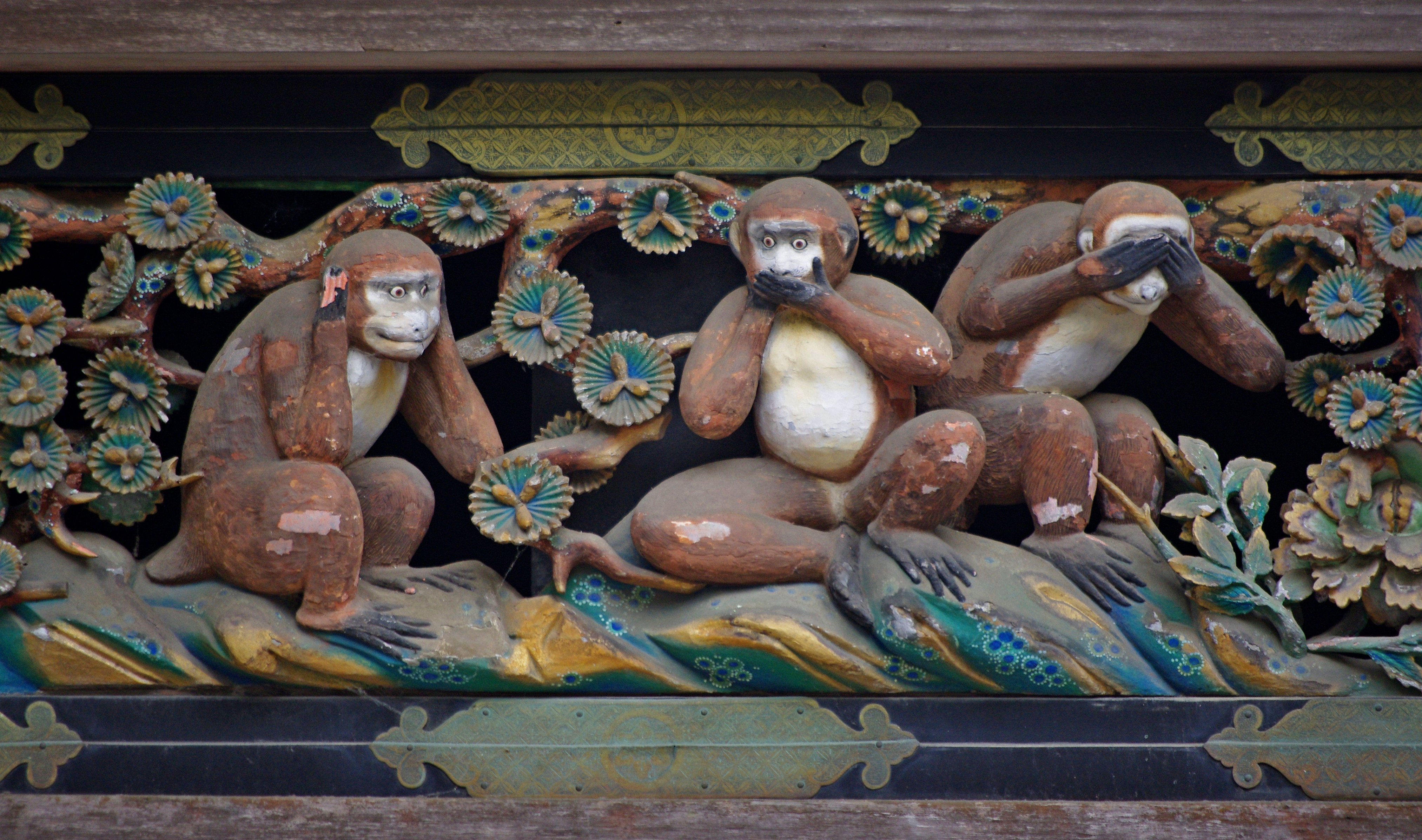
日光東照宮的三猿像

三猿，又称三不猴，是指三個分別用雙手遮住眼睛、耳朵與嘴巴的猴子雕像，而在世界其他地方則被稱為「Three wise monkeys」，顯示了名為「不見、不聞、不言」（日语：見ざる、聞かざる、言わざる）之睿智的三個祕密。

## 三猿的起源

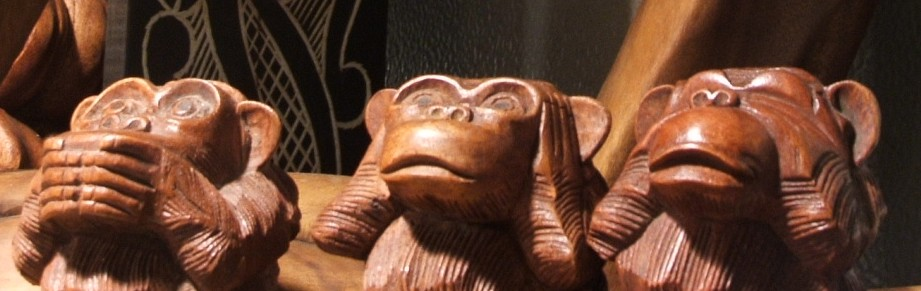
三猿雕像（木製，義大利熱那亞）

關於以三猿為主題的作品，有源自古埃及，而後經由絲路到中國後再傳至日本的說法。
此外也有出自《論語》：「非禮勿視、非禮勿聽、非禮勿言、非禮勿動」的說法，至於朝鮮半島上對婚前女性告誡說：「見到了也當作沒看到，聽到了也要當作沒聽到，想要說也不能說。」
印度的聖雄甘地經常以三猿之像來傳達「不見惡事，不聽惡詞，不說惡言」的教導，在教科書等處上被記載為「甘地的三猿」。而在美國的教會學校等處也用三猿來教導學生不要看猥褻的事物，不要聽與性相關的謠傳，不要說虛假與下流的言詞。
而也有日文「見ざる、聞かざる、言わざる」為日本8世紀的腔調，是用來翻譯天台宗的「不見、不聞、不言」的傳說。而由於日語腔調的契合（ざる音近日文「猿」字的發音），所以也有不少人認為三猿是從日本發源的，不過與「不見、不聞、不言」類似的表達方式世界各地古已有之，同樣的雕像也從古時候就存在。而隨著各種文化之間的不同，其意涵也多少有些微妙的差異。目前三猿的起源究竟是哪裡還不十分清楚，今後仍需要加以研究調查。

## 三猿的收藏
位於日本大阪府的日本國立民族學博物館有世界各種三猿的收藏，而該館的民族文化研究部教授中牧弘允有出版根據館藏而製作的圖集。

## Unicode
Unicode中的emoji有以下三個三猿的繪文字
- 見ざる: U+1F648 🙈 不見惡事猿
- 聞かざる: U+1F649 🙉 不聽惡詞猿
- 言わざる: U+1F64A 🙊 不說惡言猿

## 外部連結
- イントロ展示「世界の三猿」国立民族学博物館（页面存档备份，存于）
- スイスの三猿コレクター、エミル　シュッテンヘルム氏の「世界の三猿コレクション」（页面存档备份，存于）